# Glympis reversalis
Glympis reversalis är en fjärilsart som beskrevs av Smith 1907. Glympis reversalis ingår i släktet Glympis och familjen nattflyn. Inga underarter finns listade i Catalogue of Life.